# Partenavia Oscar
El Partenavia P.64B Oscar es un monoplano italiano de ala alta, monomotor, de dos o cuatro asientos, construido por Partenavia.

## Desarrollo

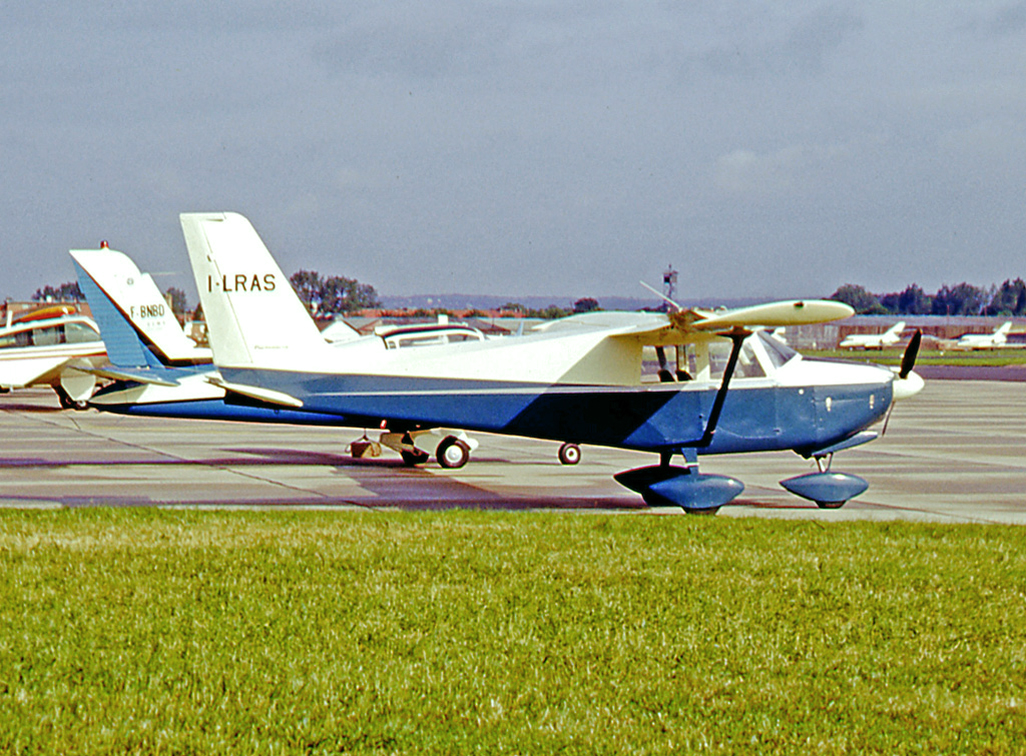
El prototipo del Partenavia Oscar en el Salón Aeronáutico de París de 1965.

Desarrollado como una versión totalmente metálica del P.57 Fachiro, el prototipo fue designado P.64 Fachiro III y voló por primera vez el 2 de abril de 1965. Se realizaron mejoras en el diseño, principalmente en el fuselaje trasero, para adaptarlo a una ventana trasera panorámica, y se le cambió el nombre a P.64B Oscar B, volando por primera vez en 1967. También conocido como Oscar 180, propulsado por un motor de pistón Lycoming O-360-A1A de 180 hp, la versión de 200 hp (con un Lycoming O-360-A1B) fue conocida como Oscar-200. AFIC (Pty) Limited entregó veintiún aviones a Sudáfrica, los ensambló y los comercializó como AFIC RSA 200 Falcon .
En enero de 1976, la compañía voló una nueva versión totalmente acrobática, la P.66C Charlie, construyéndose 96 ejemplares, principalmente para el Aero Club d'Italia.

## Variantes
P.64 Fachiro III
Prototipo, uno construido.
P.64B Oscar B
Avión de producción con fuselaje trasero reducido y motor Lycoming de 134 kW (180 hp), 64 construidos.
P.64B Oscar 180
Nombre comercial del Oscar B.
P.64B Oscar 200
Versión de 200 hp del Oscar B, 9 construidos.
P.66B Oscar 100
Versión biplaza con motor Lycoming 75 kW (100 hp), 80 construidos.
P.66B Oscar 150
Versión triplaza con motor Lycoming O-320 de 112 kW (150 hp), 50 construidos.
P.66C Charlie
Versión acrobática de cuatro asientos del P.66B con motor Lycoming de 160 hp, 107 construidos.
P.66D Delta
P.66B con cambios menores, uno construido.
P.66T Charlie
Versión de entrenamiento biplaza del P.66C, uno construido.
AFIC RSA 200 Falcon
Versión sudafricana del P.64.

## Operadores
Italia
- Policía estatal italiana[1]

## Especificaciones (P.66C-160 Charlie)
Referencia datos: Jane's All The World's Aircraft 1982-83

### Características generales
- Tripulación: Uno (piloto)
- Capacidad: Tres pasajeros
- Longitud: 7,2 m (23,8 ft)
- Envergadura: 10 m (32,8 ft)
- Altura: 2,8 m (9,1 ft)
- Superficie alar: 13,4 m² (144,2 ft²)
- Perfil alar: NACA 63A515[3]
- Peso vacío: 600 kg (1322,4 lb)
- Peso máximo al despegue: 990 kg (2182 lb)
- Planta motriz: 1× motor bóxer de 4 cilindros refrigerado por aire Lycoming O-320-H2AD.
  - Potencia: 119 kW (164 HP; 162 CV)
- Hélices: Hoffmann Propeller HO 23-183.150 bipala de paso fijo
- Diámetro de la hélice: 1,88 m
- Alargamiento: 7,45
- Capacidad de combustible: 162 L; aceite: 7,5 L

### Rendimiento
- Velocidad máxima operativa (Vno): 241 km/h (150 MPH; 130 kt)
- Velocidad crucero (Vc): 218 km/h (135 MPH; 118 kt) máximo, al 75 % de potencia y 1980 m (6496 pies)
- Velocidad de entrada en pérdida (Vs): 98,5 km/h (61 MPH; 53 kt) (flaps arriba)
- Alcance: 854 km (461 nmi; 531 mi) en crucero máximo con reserva de combustible
- Techo de vuelo: 4570 m (14 993 ft)
- Régimen de ascenso: 4,8 m/s (949 ft/min)
- Carga alar: 73,9 kg/m² (15,1 lb/ft²)
- Potencia/peso: 0,0734 hp/lb (0,1207 kW/kg)
- Carrera de despegue: 245 m
- Carrera de despegue para 15 m (50 pies): 420 m
- Distancia de aterrizaje: 150 m
- Distancia de aterrizaje desde 15 m (50 pies): 350 m

## Aeronaves relacionadas

### Desarrollos relacionados
- Vulcanair V1.0

### Aeronaves similares
- Cessna 172
- Cessna 150

### Secuencias de designación
- Secuencia P._ (interna de Partenavia): ← P.55 - P.57 - P.59 - P.64 - P.66 - P.68 - P.70 - P.86